# セントクレアショアーズ (ミシガン州)
セントクレアショアーズ（英: St. Clair Shores）は、アメリカ合衆国ミシガン州ロウアー半島のセントクレア湖岸、マコーム郡に位置する都市。デトロイト都市圏に属しており、デトロイト市中心街の北東約21kmに位置している。人口は5万8874人（2020年）。2016年時点で、市長はキップ・C・ウォルビーである。

## 歴史と文化
セントクレアショアーズとなった地域に、1710年にはフランス人開拓者が住んでいた。当時は「ランス・クルーズ」と呼ばれていた（ランス・クルーズは、今は無くなった都市間鉄道の駅名でもあった。ジェファーソン・アベニューの9マイル道路近くにあった。その名前は、マコーム郡中央にあるランス・クルーズ公共教育学区や、ハリソン郡区のランス・クルーズ高校の名前として残っている）。
1843年から1911年、セントクレアショアーズはエリン郡区の一部であり、その郡区は今日のイーストポイントとローズビル各市と、セントクレアショアーズになっている。1911年、エリン郡区の東部、現在セントクレアショアーズが入っている部分が分離してレイク郡区となった。このレイク郡区は2009年まで存在していたが、残っていたグロスポイントショアーズが住民投票で市として法人化されることになり、郡区は消滅した。
「イーグルポイント」と呼ばれる町が1916年に湖岸の一部に設立された。
市内には以前にジェファーソンビーチと名付けられたアミューズメントパークがあった。1927年に建設され、国内最長のローラーコースターがあった。1955年、この公園で火事が起こり、幾つかの建物が焼失した。ジェファーソンビーチは再建を試みたが、そのオーナーが緩りマリーナに転換した。1959年、残っていたアミューズメントパークの建物が解体されて、マリーナの用地に代わった。
セントクレアショアーズはセントクレア湖の岸に沿ってあることもあって、第二次世界大戦後、急速にリゾートの町から郊外都市に成長した。1951年に市として法人化されたが、その前は国内最大の村として認められていた。
セントクレアショアーズで最も高い建物は28階建てのショア・クラブ・ハイライズであり、地元では「9マイル・タワー」と呼ばれ、セントクレア湖近く、9マイル道路とジェファーソン・アベニューに沿ってある。
セントクレアショアーズは毎年、人気あるメモリアルデイのパレードを行っており、地元のスポーツチームやマーチングバンドの多くが参加する。「ノーティカル・マイル」でも知られている。これはジェファーソン・アベニューの9マイル道路と10マイル道路の間の帯状地であり、小売店、レストラン、ボートのディーラーが並び、マリーナがある。
セントクレアショアーズは、ミス・アメリカ・オーガナイゼーションのメンバーとして、最も長くページェントを開催している場所の1つである。ミス・セントクレアショアーズのプログラムは、市内の17歳から24歳の若い女性に奨学金を提供している。このページェント自体は、7月に、9マイル道路とマック・アベニューの近くにあるサウスレイク高校で開催されている。ミス・セントクレアショアーズは、ミス・ミシガン・ページェントで競うための準備をしている時に、市のためにボランティア活動を行う。
セントクレアショアーズはデトロイトの音楽の歴史との結びつきがあることで知られている。著名な音楽シーンの場所として、今は閉鎖されているカーシティ・レコーズがあり、ハーパーの8マイル道路と9マイル道路の間にある（その従業員はデトロイトの音楽シーンの出身者が多かった）。またクロウズ・ネスト・イーッストは1960年代に人気があった音楽会場であり、ハーパー道路と13マイル道路にあった。ここで演奏した多くのグループが、地域、さらに全国で名声を得ることになった。
セントクレアショアーズはアイスホッケーの協会でも知られている。ミシガン州全体にある他のリンクよりも多くの州選手権優勝回数を誇っている。1970年代の高校アイスホッケーチームは競技会を支配し、レイクビューからのあるチームは1973年に無敗のまま選手権で優勝した。現在でもホッケータウンという看板やバンパーステッカーが見られる。

## 市名の由来
セントクレアショアーズはセントクレア湖の西岸に位置しており、市名もその湖から採られた。フランス人探検家ロベール＝カブリエ・ド・ラ・サールが率いた遠征隊が、アッシジのキアラの祝日である1679年8月12日にこの湖に達したので、湖を「ラク・サン・クレール」と名付けた。この湖は1710年には既にイギリスの地図にセントクレア湖 ("Saint Clare") として載っていた。しかし1755年のミッチェル地図に、クレアの綴りが "Clair" と現在の形に代わっていた。この名前は、アメリカ独立戦争時の将軍で、北西部領土知事だったアーサー・セントクレアの栄誉を称えたものだとされることがあるが、セントクレアが著名な人物になるずっと前に現在の名称と綴りが使われていた。しかし、湖の前からあった名前に将軍の事績を加えて、湖や川に近い幾つかの自治体に名前を付けた可能性はある。例えばセントクレア郡、セントクレア郡区、セントクレア市、さらにこのセントクレアショアーズ市がある。
セントクレアの名前の由来について、セントクレア川のパイン川合流点で土地を購入したイギリスの士官、パトリック・シンクレアの名前と混同することもあった。1764年、シンクレアがシンクレア砦をそこに建設し、20年間近く利用されたが、その後に放棄された。

## 地理

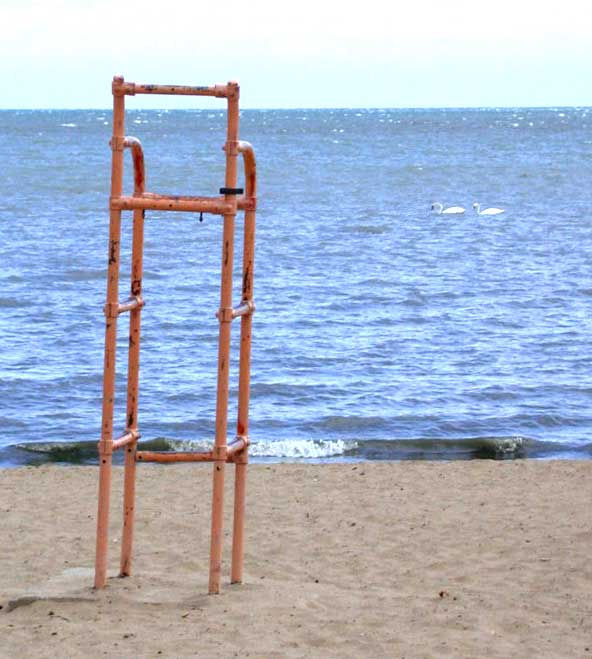
セントクレアショアーズの公共ビーチ

アメリカ合衆国国勢調査局に拠れば、市域全面積は14.28平方マイル (36.99 km2)であり、このうち陸地11.62平方マイル (30.10 km2)、水域は2.66平方マイル (6.89 km2)で水域率は18.63%である。特徴あるものとして、長さ14マイル (23 km) の運河がある。これら運河の大半はジェファーソン・アベニューの9マイル道路と10マイル道路の間にあるノーティカル・マイルに見られる。

## 人口動態

### 2010年国勢調査
以下は2010年の国勢調査による人口統計データである。
| 基礎データ - 人口: 59,715 人 - 世帯数: 26,585 世帯 - 家族数: 15,932 家族 - 人口密度: 1,984.2人/km2（5,139.0人/mi2） - 住居数: 28,467 軒 - 住居密度: 945.9軒/km2（2,449.8 軒/mi2） 人種別人口構成 - 白人: 92.7% - アフリカン・アメリカン: 3.9% - ネイティブ・アメリカン: 0.3% - アジア人: 1.0% - その他の人種: 0.2% - 混血: 1.7% - ヒスパニック・ラテン系: 1.7% | 年齢別人口構成 - 18歳未満: 19% - 18-24歳: 7% - 25-44歳: 24.9% - 45-64歳: 29.7% - 65歳以上: 19.2% - 年齢の中央値: 44歳 - 性比（女性100人あたり男性の人口） - 総人口: 91.6 世帯と家族（対世帯数） - 18歳未満の子供がいる: 24.6% - 結婚・同居している夫婦: 43.6% - 未婚・離婚・死別女性が世帯主: 11.9% - 非家族世帯: 40.1% - 単身世帯: 35.1% - 65歳以上の老人1人暮らし: 15.5% - 平均構成人数 - 世帯: 2.24人 - 家族: 2.90人 |

### 2000年国勢調査
以下は2000年の国勢調査による人口統計データである。
| 基礎データ - 人口: 63,096 人 - 世帯数: 27,434 世帯 - 家族数: 17,283 家族 - 人口密度: 2,112.9人/km2（5,472.3 人/mi2） - 住居数: 28,208 軒 - 住居密度: 944.6軒/km2（2,446.5 軒/mi2） 人種別人口構成 - 白人: 96.89% - アフリカン・アメリカン: 0.69% - ネイティブ・アメリカン: 0.28% - アジア人: 0.84% - 太平洋諸島系: 0.02% - その他の人種: 0.18% - 混血: 1.10% - ヒスパニック・ラテン系: 1.18% | 年齢別人口構成 - 18歳未満: 20.2% - 18-24歳: 6.2% - 25-44歳: 28.8% - 45-64歳: 23.1% - 65歳以上: 21.8% - 年齢の中央値: 42歳 - 性比（女性100人あたり男性の人口） - 総人口: 90.9 - 18歳以上: 86.8 世帯と家族（対世帯数） - 18歳未満の子供がいる: 24.1% - 結婚・同居している夫婦: 49.5% - 未婚・離婚・死別女性が世帯主: 10.0% - 非家族世帯: 37.0% - 単身世帯: 32.7% - 65歳以上の老人1人暮らし: 16.3% - 平均構成人数 - 世帯: 2.28人 - 家族: 2.92人 | 収入と家計 - 収入の中央値 - 世帯: 49,047米ドル - 家族: 59,245米ドル - 性別 - 男性: 46,614米ドル - 女性: 31,192米ドル - 人口1人あたり収入: 25,009米ドル - 貧困線以下 - 対人口: 3.7% - 対家族数: 2.6% - 18歳未満: 4.4% - 65歳以上: 4.9% |

## 教育
セントクレアショアーズの公共教育は、サウスレイク教育学区、レイクビュー公共教育学区、レイクショア公共教育学区が管轄している。各学区に高校が1つずつ入っている。私立学校としては、セントジャーメイン、セント・アイザック・ジョーグズ、セント・ジョン・オブ・アークがある。

## 著名な出身者
- デイブ・クーリエ - 俳優、コメディアン
- アン・フレッチャー - ダンサー、振付師、映画監督
- フェイ・グラント - 女優
- ドン・ハーヴェイ - 俳優、『ダイ・ハード2』、『炎のテキサス・レンジャー』などに出演
- パティ・スミス - シンガーソングライター、ロックの殿堂入り